# Orbitador
Orbitador é uma nave espacial orbital reutilizável do programa do ônibus espacial da NASA, a agência espacial dos Estados Unidos. Com asas e impulsionada por foguetes, a nave pode transportar tripulantes e carga à órbita terrestre, realizar operações orbitais e reentrar na atmosfera, planando até o pouso.
Além da carga e da tripulação, a nave também transporta a maioria do seu sistema de propulsão, mas o combustível propelente dos três motores principais é bombeado de um grande tanque externo não-reutilizável além de dois tanques menores reutilizáveis, que formam o conjunto do ônibus espacial em seus primeiros minutos ascendentes após o lançamento.
Seis destes orbitadores foram construídos para o programa do ônibus espacial nos anos 1980 e 1990: Columbia, Challenger, Discovery, Atlantis e Endeavour, com pequenas diferenças entre eles e os mais novos tendendo a ser um pouco mais leves. Os dois primeiros foram perdidos em acidentes em 1986 e 2003. Os três últimos continuaram em operação e foram aposentados em 2011, quando foram substituídos pela nova geração de naves Orion.[carece de fontes?]
Sua estrutura é feita basicamente de ligas metálicas de alumínio, enquanto a estrutura do motor é feita de titânio. A parte externa da nave é coberta por um escudo antitermal feito de cerâmica, capaz de resistir a temperaturas tão extremas quando os -121 ºC do espaço aos 3 000 ºC da reentrada.